# Ribes binominatum
Ribes binominatum är en ripsväxtart som beskrevs av A. A. Heller. Ribes binominatum ingår i släktet ripsar, och familjen ripsväxter. Inga underarter finns listade i Catalogue of Life.